# Salvador Díaz Carías
Salvador Díaz Carías (* 23. Juni 1933; † Dezember 2022) war ein venezolanischer Schachspieler. Im Alter von 88 Jahren wurde ihm 2021 der Titel eines FIDE-Meisters verliehen.

## Leben
Díaz entwickelte sich im Zeitraum von 1953 bis 1960 zu einem der besten Spieler des Landes. Ab 1961 reduzierte er seine Schachaktivitäten und arbeitete zunächst als Mathematiklehrer, ab 1965 als Programmierer bei IBM.
Bei der Landesmeisterschaft 1958 kam er auf den geteilten 1. Platz, verlor aber den Stichkampf mit 2,5:3,5 gegen Antonio Medina García. Im Jahr 1960 gewann Díaz in Maracaibo den Titel mit 10,5 Punkten aus elf Partien und verteidigte ihn 1961 in einem Wettkampf gegen Celso Sánchez Pouso. Ein weiteres Mal konnte er 1978 die Landesmeisterschaft gewinnen.
Díaz spielte bei drei Schacholympiaden für sein Land: 1966 an Brett 2 (+9 =5 −6), 1968 am 1. Reservebrett (+9 =3 −3) und 1978 an Brett 3 (+3 =2 −5).
Er nahm an mehreren Zonenturnieren teil: 1957 in Caracas erreichte er mit 6 Punkten aus 13 Partien den 8. Platz, 1967 in Caracas belegte er mit 4,5 Punkten aus zehn Partien den 7. Platz und 1972 in Bogotá kam er mit 6 Punkten aus 15 Partien auf Platz 12.
Nachdem Freunde von ihm durch eine Recherche im Schachinformator herausfanden, dass Díaz 1971 eine Elo-Zahl von 2300 erreicht hatte und somit die Voraussetzungen erfüllte, erhielt er 2021, im Alter von 88 Jahren, den Titel eines FIDE-Meisters. Er lebte in San Cristóbal und nahm auch im hohen Alter noch an lokalen Turnieren teil. Seit Dezember 2020 hatte er einen Kanal auf YouTube.